# Museu TAM
Il Museu TAM, precedentemente chiamato Museu Asas de um Sonho (portoghese: Museo ali di un sogno) è un museo aeronautico brasiliano situato nella città di São Carlos nello stato federale brasiliano di San Paolo (São Paulo).

## Storia
Nato sull'iniziativa di Rolim Adolfo Amaro, fondatore e presidente della compagnia aerea TAM Linhas Aéreas, e del fratello João Francisco Amaro, risulta attualmente il maggiore museo a tema aeronautico, per estensione espositiva e per quantità di esemplari esposti, tra quelli gestiti da una società privata a livello mondiale. Principalmente dedicato all'aviazione civile e militare brasiliana annovera esemplari, tra fedeli riproduzioni e velivoli storici riportati allo stato originario grazie ad un attento restauro conservativo, che hanno segnato le tappe dell'evoluzione della tecnologia aeronautica dalle origini a tutto l'arco del XX secolo tra i quali la replica del Santos-Dumont 14-bis e, importante per la storia aeronautica italiana, l'unico idrovolante Savoia-Marchetti S.55 esistente.